# 軍事作戦
軍事作戦（ぐんじさくせん、military operation）とは、戦略や戦術を実施することを言う。（より具体的に言えば）作戦目標を達成するための部隊の一連の行軍、攻撃、防御、後退、補給などの戦闘行動である。

## 概要
作戦には作戦戦略（operational strategy）に基づいて立案される作戦計画（OPLAN, Operations Plan）がある。作戦計画はその作戦をより効果的にするための定量的な研究である作戦研究（operations research、OR）などに基づいていることが望ましい。歴史的に見ると、ORを無視・軽視し無謀な作戦計画を立て悲惨な結果を招いた事例は多々ある。
作戦計画の立案過程においては、まず戦略的または戦術的な状況判断と決心が行われる。その後に与えられた任務、我の保有する戦闘力、作戦地域の地形や気象、敵情などの情報を総合的に考慮して作戦見積（operational estimate）を行い、具体的な攻撃目標や陣地配置などが決められ、実施される。この一連の作戦指導の技術は作戦術(operational arts)と呼ばれる。概念的には戦闘は作戦に対する下位概念である。
特定の方面における一連の作戦の集合を総じて英語ではcampaign（キャンペイン）と言い「方面作戦」または「戦役」という訳語を用いる。作戦が行われる正面を作戦正面、策源地から作戦地域までの後方連絡線を作戦線という。
二国以上が共同で行う作戦を「連合作戦」や「共同作戦」と言う。特殊部隊による作戦を特殊作戦と言う。誰が遂行しているかを明らかにしないまま遂行する作戦を秘密作戦と言う。
作戦はその目標が達成されるか、あるいは企画が放棄されることによって終結する。
一般的に言えば作戦には防諜上の配慮から秘匿名が与えられる。

## 用語
軍事用語と一般用語では用法がかなり異なっている場合がある。軍事用語の「作戦」は、英語のoperation(s)の訳語として用いられており、目標を達成するための実施（具体的な行動）を指している。

### 具体例
作戦の具体例を挙げてみると、例えば第二次世界大戦の作戦で有名なところではバルバロッサ作戦（ナチス・ドイツによるソ連侵攻作戦）、オーバーロード作戦（Operation Overlord、「大君主作戦」という意味。連合軍によるノルマンディー上陸作戦）などがあり、比較的新しいものでは砂漠の盾作戦、砂漠の嵐作戦（1991年の湾岸戦争での作戦）などが有名どころであろう。
日本軍によるものも挙げると、例えば南方作戦、インパール作戦など。また「特別攻撃」（特攻、特攻作戦）と呼ばれた作戦も挙げられよう。
米軍のダウンフォール作戦（Operation Downfall、日本本土上陸作戦）は日本の降伏により中止された。
また、米軍によるキャッスル作戦（1954年に行われた核実験）のように、実戦以外の軍事行動を目的とした作戦も存在する。
アルゼンチン海上にあり、（遥か彼方のイギリスから派遣された）イギリス軍により1833年に占領されたislas Malvinas（イギリス側が「Falkland Islands」と呼ぶ場所）を、アルゼンチン軍は1982年にロザリオ作戦（オペラシオン・ロザリオ）で奪還しようとした、が結局イギリス軍により阻止された。
2011年にはトモダチ作戦（Operation Tomodachi）が行われた。

### 研究
作戦の研究方法としては、第二次世界大戦までは、兵棋演習（駒を使う方法）や図上演習（図を使う方法）が一般的であったが、現在ではコンピュータ化されたシミュレータ等を使用している。
作戦研究（operations research）の他、作戦評価（operations evaluation）もある。

### 基礎
戦略的基礎
軍事作戦にはその行動方針を規定するための作戦戦略が必要である。作戦戦略は作戦上の戦略であり、この作戦戦略は上位の軍事戦略により方向付けられる。作戦戦略は作戦目標や作戦の行動方針を具体的な行動計画に基づいて策定したものである。
軍事作戦の範囲
戦略的な目標を達成するために軍事作戦は遂行されるが、その一般状況はあらゆる環境が想定することが出来る。最も典型的な作戦は戦時における軍事作戦であり、これは大規模な戦闘を伴う作戦行動である。準戦時における軍事作戦は広義には戦争以外の軍事作戦であるが、限定的な武力行使、平和執行、反乱支援、対テロ作戦、平和維持活動などの作戦行動である。さらに平時における軍事作戦は典型的な戦争以外の軍事作戦であり、対麻薬作戦、災害援助、民生支援、平和構築、国家支援などの作戦行動である。
戦闘の基礎
戦闘は敵対する彼我の戦力による武力戦である。戦闘には戦力、時間、空間の三要素がある。戦力とは各種の戦闘力を持つ部隊であり、陸上戦力、海上戦力、航空戦力に大別することが可能であり、それぞれに戦略的、戦術的な機能が異なっている。戦闘において時間や空間の要素は気象、海象、地理的な環境に関連している。作戦地域はその地形や地物により戦術的な特性があり、作戦行動に根本的に影響する。

### 戦いの原則
戦いの原則(principals of battle)とは作戦行動の一般的な原則であり、以下のようにまとめられることが多い。
目標の原則
戦争の最終的な軍事目的は敵軍の戦闘能力および意志を破壊することである。しかし軍事作戦の最終的な目的は多種多様であり、作戦戦略によって設定される。その目標はただ敵への損害を与えることだけに限らず、拠点の支配権奪取、他の作戦への陽動、情報の入手、時間的猶予の確保などさまざまであり、この目標に応じて必要戦力、運用などが順次決定していく。この目標を明確化しなければ、部隊の相互間の行動や資源の運用に齟齬を生じさせ、また逐次戦力投入などの失敗を犯す危険性がある。
主導の原則
作戦における主導権は作戦の立案・実行において非常に重要な要素である。主導権を確保・維持すれば、能動的に部隊を運用することができる。攻勢作戦においては敵部隊に第一撃の被害を回復させる暇を与えず、また攻撃の時間と場所を選定することもできる。
速度の原則
移動や戦術行動における行動の速度に関わる能力である。敵部隊との位置的優位を争奪する局面においてこの能力が非常に大きく影響しており、全体的な主導権にも貢献する能力でもある 。
集中の原則
戦力を適所に集中して運用することで初めて戦闘力を効果的に高めることができる。
奇襲の原則
効果的な攻勢作戦を立案するためには、敵部隊に攻撃を加える時間や場所を敵の意表をつくように選定しなければならない。この意外性には部隊の戦闘力、速度などの要素も含まれる。
警戒の原則
警戒は危機的な状況を事前に察知して危険および被害を最小化し、敵情や状況についてより多くの情報を手に入れ、作戦計画をより効果的にすることができる。
統一の原則
一貫した目標を達成するためには複数の部隊が一元的な指揮統率の下に有機的に連動する必要がある。そのために、統一的な指揮系統の確保が必須であり、これを維持することが重要である。
簡明の原則
作戦においては複雑な目標を一度に達成することを目指してはいけない。複雑な作戦を立案しても、それを理解し、実行することはしばしば非常に困難である。その簡潔性を維持することは効果的な作戦に必要である。
節約の原則
部隊、兵員数、火力、機動力、士気などによって構成される。作戦立案上、部隊は分隊、中隊、旅団などによって規模別に区分されており、それを部隊の一単位として配備、行動させる。また兵器や兵科によって戦闘能力が大きく左右され、一般的に戦車や装甲車は戦闘力が歩兵に比べて（巨視的には）飛躍的に高いと考えられている。これらの能力や編成を総合的に判断し、戦闘力を各地点に配置し、行動させる。
その他の原則
物量の原則
各種物資が部隊に充足しているかどうかは戦闘力に非常に大きく影響する。物量が維持できるかは後方支援・兵站（へいたん）の輸送作戦にかかっている。
規模の原則
作戦行動に必要な時間、距離、物量などの量から測られる作戦の規模を指し、戦略的な重要性と比例して大きくなることである。
機動の原則
機動とは位置的な優位を獲得することを目的として部隊が移動することである。敵戦力の優位な位置関係に対抗し続けることが必要である。
地形の原則
あらゆる戦力は地形地物の影響を常に受けながら作戦行動を進めることである。そのためその作戦地域の高低起伏、地形表面の土質、植生、水系、建築物、インフラストラクチャーなどの程度や有無は作戦立案の際に常に考慮されなければならない。

### 分類
軍事作戦といってもその領域は総力戦に限定されず、限定戦争での軍事作戦や戦争以外の軍事作戦をも含むことが出来るために、非常に多様な性格を持っている。その違いは地形、作戦の目標、使用する戦力、作戦の規模などによっていくつかに分類できる。
攻勢・防勢作戦
攻勢作戦とは敵戦力に損害を与えること、または敵支配領域の制圧などを目的とした積極的な攻撃を加える作戦である。攻勢作戦においては敵部隊を能動的に攻撃するため、戦闘の主導権を掌握しやすいが、防御時に得られる地形的な優位性がなく、また損耗も激しいために攻勢極限点を超えて継続することが困難である。
防勢作戦とは敵の攻撃を想定して警戒した上で防御を準備し、敵の攻撃に応じては陣地防御や機動防御を実施することである。敵の攻撃の効果を最小化しながら我の戦闘力を保持することが出来るものの、戦闘を主導することが困難である。そのために防御と逆襲を組み合わせることが重要であると考えられる。
内線・外線作戦
外線作戦とは自分の戦力が後方連絡線を離心的に置き、敵戦力に対して包囲的な位置関係を占めた状況での作戦である。一箇所の攻撃の成功が隣接する我の戦闘に即座に貢献するため、一般的に攻撃に優位な態勢である。しかし逆包囲や各個撃破などの危険性が高い。
内線作戦とは自分の戦力が後方連絡線を求心的に置き、敵戦力に包囲されている位置関係にある状況における作戦である。戦闘力を特定の箇所に集中して配置するために、一般的に防御に優位な態勢である。しかし包囲攻撃や迂回機動の危険性が高い。
決戦・持久戦
決戦とは敵の撃滅を第一に考えて行われる作戦・戦闘をいう。決戦は短期間に敵の戦闘力を徹底的に奪う撃滅戦を志向するものであり、高度な打撃力と機動力を活用することが必要である。
持久戦とは自己の保全を第一に考えて行われる作戦・戦闘をいう。持久戦は長期間に我の戦闘力を保持しながら時間、拠点、緊要地形などを維持する消耗戦を志向するものであり、膨大な物量と高度な防御力を活用することが必要である。
陸海空作戦
陸上作戦は陸上戦力を運用した作戦であり、陸上において行われる。陸上作戦は地形地物の影響を大きく受けるために地形によって森林戦、砂漠戦、雪中戦などのように呼ばれる。陸上戦闘は緊要地形や接近経路などの作戦地域の地形特性を十分に活用することによって劣勢であっても同等に戦うことも可能である。また陸上戦力は偵察部隊、機動部隊、火力部隊、兵站部隊に大別され、これに航空戦力が連携することもある。また陸上作戦の最小単位は個人であるために部隊の心理学的な指揮官のリーダーシップ、士気、団結が戦闘力に大きく貢献する。
海上作戦は海上戦力を運用した作戦であり、水域において行われる。海上作戦は海象により艦艇の運動や射撃が制約されることになる。航空戦力により争う空母航空打撃戦、海上戦力と航空戦力とが争う対空戦闘、海上艦艇と潜水艦とが争う対潜戦闘、海上艦艇と海上艦艇とが争う対水上戦闘、音響スペクトルの活用を争う音響戦、機雷の敷設や掃討を争う機雷戦、船団を護衛するために行う戦闘である水上護衛戦などから成っている。海上交通路において海上戦力を用いた船舶の護衛を目的とした作戦行動を行う。
航空作戦は航空戦力を運用した作戦であり、航空戦力同士の戦闘を航空戦と言う。航空作戦は地勢や気象により航空機の行動が定められる。航空作戦は大別して戦略航空作戦と戦術航空作戦がある。戦略航空作戦とは航空戦力を用いた敵の政経中枢、軍需産業などの戦略的重要拠点を攻撃する作戦である。戦術航空作戦とは航空戦力を用いた特定の地域における作戦を支援するために攻撃を行う作戦である。
統合・連合作戦
統合作戦(joint operations)とは二種以上の軍種が連携して実行する作戦である。陸軍や海軍など、作戦思想や部隊編成が全く異なる軍が連携するため、指揮権や作戦行動の上で齟齬が発生しやすい。臨時または常時に統合軍を編成することがある。
連合作戦(combined operations)とは二カ国以上の軍隊が連携して実行する作戦である。言語、文化、指揮権、通信、政治的目的などの側面で差異が生じ、そこから齟齬が発生しやすいと考えられている。

### 戦闘行動
戦闘行動とは戦闘力を以って敵を加害し、撃退、撃破、撃滅する部隊行動であり、戦時国際法により規定される。戦術学においては攻撃、防御、後退に大別される。
攻撃とは能動的に敵を求めて戦闘力を発揮する戦闘行動である。反対に防御は受動的に敵を待ち受けて戦闘力を発揮する戦闘行動である。後退とは敵との距離を維持または増進しながら闘力を発揮する戦闘行動である。
後方支援
後方支援とは作戦行動をとる部隊に必要な各種の支援を行う活動である。補給、輸送、衛生、整備の機能があり、作戦部隊の磨耗していく戦闘力を保持する上で不可欠である。

### 戦争以外の軍事作戦
戦争以外の軍事作戦とは戦争ではない平時、危機、準戦時における軍事作戦を総称する教義である。これには平和維持作戦、暴動鎮圧作戦、人道支援作戦、コマンドウ作戦などが含まれる。また特殊作戦は通常の軍事作戦に含まれないあらゆる軍事作戦を指すものであり、陸海空軍が基本的な任務としていない他の主要な作戦を支援するための付属的で特殊性の高い作戦である。特殊作戦の内容としては例えばゲリラ戦、心理戦、革命・政治工作、政権転覆、治安維持、情報収集、後方攪乱、敵地脱出、人質救出作戦、要人暗殺などである。